# Saint-Jean-de-Touslas
Saint-Jean-de-Touslas este o comună în departamentul Rhône din sud-estul Franței. În 2009 avea o populație de 825 de locuitori.

## Evoluția populației
| An        | 1975 | 1982 | 1990 | 1999 | 2006 | 2009 |
| --------- | ---- | ---- | ---- | ---- | ---- | ---- |
| Populație | 341  | 517  | 549  | 616  | 656  | 825  |